# Nekrolog 1343
Nekrolog
◄◄
| ◄
| 1339
| 1340
| 1341
| 1342
| 1343 | 1344 | 1345 | 1346 | 1347 | ► | ►►
Weitere Ereignisse | Allgemeiner Nekrolog 1343
Die Beschreibung der verstorbenen Person sollte so kurz wie möglich gehalten sein und nur deren signifikante Tätigkeit(en) enthalten.
Neue Namen ggf. auch unter dem Geburts- und Sterbedatum, also etwa unter 1. Januar und im Geburts- und Sterbejahr (2024) eintragen (nur bei entsprechender großer Wichtigkeit). Für Beispiele siehe die schon vorhandenen Artikel.
Außerdem über die fünf zuletzt Verstorbenen, zu denen es einen ausreichend guten Artikel für eine Präsentation auf der Hauptseite gibt, nach der todesbedingten Überarbeitung der Artikel ggf. auch unter Wikipedia Diskussion:Hauptseite informieren und sie am besten auch in den anderen Wikipedia-Sprachversionen eintragen. Tipp: Regelmäßig bei news.google.de nach „ist tot“, „gestorben“ oder „verstorben“ suchen.
Wenn eine Person gestorben ist, gibt es viele Seiten zu dieser Person in der Wikipedia, die davon auch betroffen sind und entsprechend aktualisiert werden müssen. Beispiele: Namenübersichtsseite, Geburtsjahr, Geburtsort-Seiten und viele mehr.
Wie finde ich die betroffenen Seiten?
Im Suchfeld auf der linken Seite gibt man den Suchbegriff so ein: „Vorname Nachname“. Dann klickt man auf Volltext und alle Seiten mit entsprechendem Suchtext werden aufgerufen. Hier sieht man dann schnell, wo auch das Todesjahr Sinn macht oder sogar ein Teil des Artikels angepasst werden muss. Auch hilft das „Werkzeug“ auf der linken Seite sehr gut, um solche Seiten aufzufinden: „Links auf diese Seite“. Somit ist die Wikipedia wieder aktuell in allen Bereichen! Hinweis: bei Eintragung der Kategorie „Gestorben JAHR“ wird der Missbrauchsfilter 49 ausgelöst, was jedoch nicht schlimm ist. Siehe: Spezial:Missbrauchsfilter/49
Dies ist eine Liste von im Jahr 1343 verstorbenen bekannten Persönlichkeiten. Die Einträge erfolgen innerhalb der einzelnen Daten alphabetisch sortiert. Tiere sind im Nekrolog für Tiere zu finden.

## Januar
| Tag        | Name                   | Beruf, bekannt als | Alter | Beleg |
| ---------- | ---------------------- | ------------------ | ----- | ----- |
| 5. Januar  | Johann IV. von Dražice | Bischof von Prag   |       |       |
| 20. Januar | Robert von Anjou       | König von Neapel   |       |       |

## Februar
| Tag        | Name                            | Beruf, bekannt als | Alter | Beleg |
| ---------- | ------------------------------- | ------------------ | ----- | ----- |
| 3. Februar | William de Ros, 2. Baron de Ros | englischer Adliger |       |       |

## April
| Tag       | Name       | Beruf, bekannt als             | Alter | Beleg |
| --------- | ---------- | ------------------------------ | ----- | ----- |
| 10. April | Philipp V. | Adliger des Hauses Falkenstein |       |       |

## Mai
| Tag     | Name                  | Beruf, bekannt als          | Alter | Beleg |
| ------- | --------------------- | --------------------------- | ----- | ----- |
| 12. Mai | Kuno von Falkenstein  | deutscher Adeliger          |       |       |
| 25. Mai | Gottfried von Padberg | Abt des Klosters Grafschaft |       |       |
| 29. Mai | Francesco I. Manfredi | italienischer Politiker     |       |       |

## Juni
| Tag      | Name                        | Beruf, bekannt als  | Alter | Beleg |
| -------- | --------------------------- | ------------------- | ----- | ----- |
| 24. Juni | Aymon                       | Graf von Savoyen    | 69    |       |
| 27. Juni | Leopold II. von Egloffstein | Bischof von Bamberg |       |       |

## Juli
| Tag      | Name                   | Beruf, bekannt als      | Alter | Beleg |
| -------- | ---------------------- | ----------------------- | ----- | ----- |
| 29. Juli | Heinrich von Pirnbrunn | Erzbischof von Salzburg |       |       |

## September
| Tag           | Name                                     | Beruf, bekannt als                                     | Alter | Beleg |
| ------------- | ---------------------------------------- | ------------------------------------------------------ | ----- | ----- |
| 14. September | Elisabeth von Virneburg                  | Herzogin und Frau von Herzog Heinrich des Sanftmütigen |       |       |
| 15. September | Henry Ferrers, 2. Baron Ferrers of Groby | englischer Adeliger                                    |       |       |
| 16. September | Philipp III.                             | König von Navarra                                      |       |       |
| 26. September | Gaston II.                               | Graf von Foix, Vizegraf von Béarn                      |       |       |

## Oktober
| Tag         | Name        | Beruf, bekannt als                             | Alter | Beleg |
| ----------- | ----------- | ---------------------------------------------- | ----- | ----- |
| 12. Oktober | Rainald II. | Graf von Geldern, Herzog von Geldern (ab 1339) |       |       |

## Dezember
| Tag          | Name                    | Beruf, bekannt als        | Alter | Beleg |
| ------------ | ----------------------- | ------------------------- | ----- | ----- |
| 6. Dezember  | Friedrich von Eickstedt | Bischof von Cammin        |       |       |
| 14. Dezember | Anna von Österreich     | Herzogin von Niederbayern |       |       |

## Datum unbekannt
| Tag | Name                        | Beruf, bekannt als                                        | Alter | Beleg |
| --- | --------------------------- | --------------------------------------------------------- | ----- | ----- |
|     | Altinbugha al-Maridani      | Emir der Mamelucken in Ägypten                            |       |       |
|     | Anselm                      | Marschall von Frankreich, Herr von Joinville              |       |       |
|     | Antony Bek                  | Bischof von Norwich, gewählter Bischof von Lincoln        |       |       |
|     | Diethelm von Castell        | Abt des Klosters Petershausen, Abt des Klosters Reichenau |       |       |
|     | Walter Chatton              | englischer Philosoph und Theologe                         |       |       |
|     | Heinrich II.                | Herzog von Schweidnitz und Jauer                          |       |       |
|     | Heinrich III.               | Graf von Nassau-Siegen                                    |       |       |
|     | Khun Phi Fa                 | König von Rajadharani Sri Sudhana                         |       |       |
|     | Anthony Lucy, 1. Baron Lucy | englischer Adliger und Militär                            |       |       |
|     | Otto de Turri               | Benediktiner                                              |       |       |
|     | Takeda Masayoshi            | Daimyō der Kamakura-Zeit und zur Muromachi-Zeit           |       |       |